# Roeien op de Olympische Zomerspelen 2016 – Lichte vier-zonder mannen
De lichte vier-zonder mannen op de Olympische Zomerspelen 2016 vond plaats van zaterdag 6 tot en met donderdag 11 augustus 2016. Regerend olympisch kampioen was Zuid-Afrika, dat in Rio de Janeiro de titel niet verdedigde. De competitie bestond uit meerdere ronden, beginnend met de series en herkansingen om het deelnemersveld van de halve finales te bepalen. Er werden twee halve finales geroeid. Alleen de roeiers in de tweede finale deden nog mee om de medailles; de deelnemers aan de eerste finale vielen al eerder af. Zij raceten nog om zo de totale ranglijst te kunnen vaststellen. Concluderend moest een boot in zijn serie bij de eerste drie eindigen (of bij de eerste drie in de herkansing) om de A-finale te bereiken.
De series vonden plaats op zaterdag 6 augustus 2016, een dag later gevolgd door de herkansingen. De halve finales werden geroeid op dinsdag 9 augustus, gevolgd door de finales op 11 augustus 2016.

## Resultaten

### Series
De beste drie boten van elke serie plaatsten zich voor de finale. De overige boten probeerden in de herkansingen zich alsnog te kwalificeren.

#### Serie 1
| rang | naam                                                              | land        | tijd    |   |
| ---- | ----------------------------------------------------------------- | ----------- | ------- | - |
| 1    | Stefano Oppo Martino Goretti Livio La Padula Pietro Ruta          | Italië      | 6:03.26 | Q |
| 2    | Jin Wei Zhao Jingbin Yu Chenggang Wang Tiexin                     | China       | 6:03.43 | Q |
| 3    | Lucas Tramèr Simon Schürch Simon Niepmann Mario Gyr               | Zwitserland | 6:03.52 | Q |
| 4    | Franck Solforosi Thomas Baroukh Guillaume Raineau Thibault Colard | Frankrijk   | 6:07.31 | H |
| 5    | Jan Vetešník Ondřej Vetešník Jiří Kopáč Miroslav Vraštil          | Tsjechië    | 6:39.95 | H |

#### Serie 2
| rang | naam                                                                   | land             | tijd    |   |
| ---- | ---------------------------------------------------------------------- | ---------------- | ------- | - |
| 1    | Jacob Barsøe Jacob Larsen Kasper Jørgensen Morten Jørgensen            | Denemarken       | 5:58.21 | Q |
| 2    | Chris Bartley Mark Aldred Jono Clegg Peter Chambers                    | Groot-Brittannië | 6:01.27 | Q |
| 3    | Spyridon Giannaros Panagiotis Magdanis Stefanos Douskos Ioannis Petrou | Griekenland      | 6:05.27 | Q |
| 4    | Jonathan Koch Lars Wichert Tobias Franzmann Lucas Schäfer              | Duitsland        | 6:14.87 | H |

#### Serie 3
| rang | naam                                                        | land             | tijd    |   |
| ---- | ----------------------------------------------------------- | ---------------- | ------- | - |
| 1    | James Lassche Peter Taylor Alistair Bond James Hunter       | Nieuw-Zeeland    | 6:03.34 | Q |
| 2    | Robin Prendes Anthony Fahden Edward King Tyler Nase         | Verenigde Staten | 6:05.61 | Q |
| 3    | Joris Pijs Tim Heijbrock Jort van Gennep Bjorn van den Ende | Nederland        | 6:07.88 | Q |
| 4    | Maxwell Lattimer Brendan Hodge Nicolas Pratt Eric Woelfl    | Canada           | 6:19.44 | H |

### Herkansing
De beste drie boten plaatsten zich voor de halve finales.
| rang | naam                                                              | land      | tijd    |   |
| ---- | ----------------------------------------------------------------- | --------- | ------- | - |
| 1    | Franck Solforosi Thomas Baroukh Guillaume Raineau Thibault Colard | Frankrijk | 6:01.18 | Q |
| 2    | Jonathan Koch Lars Wichert Tobias Franzmann Lucas Schäfer         | Duitsland | 6:03.29 | Q |
| 3    | Jan Vetešník Ondřej Vetešník Jiří Kopáč Miroslav Vraštil          | Tsjechië  | 6:04.30 | Q |
| 4    | Maxwell Lattimer Brendan Hodge Nicolas Pratt Eric Woelfl          | Canada    | 6:05.35 |   |

### Halve finales
De beste drie boten van beide halve finales plaatsten zich voor de A-finale; de overige boten waren uitgeschakeld en gingen door naar de B-finale.
| rang | naam                                                              | land             | tijd    |   |
| ---- | ----------------------------------------------------------------- | ---------------- | ------- | - |
| 1    | Stefano Oppo Martino Goretti Livio La Padula Pietro Ruta          | Italië           | 6:06.56 | Q |
| 2    | Franck Solforosi Thomas Baroukh Guillaume Raineau Thibault Colard | Frankrijk        | 6:07.32 | Q |
| 3    | James Lassche Peter Taylor Alistair Bond James Hunter             | Nieuw-Zeeland    | 6:08.96 | Q |
| 4    | Chris Bartley Mark Aldred Jono Clegg Peter Chambers               | Groot-Brittannië | 6:10.46 | B |
| 5    | Joris Pijs Tim Heijbrock Jort van Gennep Bjorn van den Ende       | Nederland        | 6:12.87 | B |
| 6    | Jonathan Koch Lars Wichert Tobias Franzmann Lucas Schäfer         | Duitsland        | 6:18.43 | B |

| rang | naam                                                                   | land             | tijd    |   |
| ---- | ---------------------------------------------------------------------- | ---------------- | ------- | - |
| 1    | Lucas Tramèr Simon Schürch Simon Niepmann Mario Gyr                    | Zwitserland      | 6:17.85 | Q |
| 2    | Jacob Barsøe Jacob Larsen Kasper Jørgensen Morten Jørgensen            | Denemarken       | 6:19.62 | Q |
| 3    | Spyridon Giannaros Panagiotis Magdanis Stefanos Douskos Ioannis Petrou | Griekenland      | 6:23.95 | Q |
| 4    | Robin Prendes Anthony Fahden Edward King Tyler Nase                    | Verenigde Staten | 6:26.82 | B |
| 5    | Jin Wei Zhao Jingbin Yu Chenggang Wang Tiexin                          | China            | 6:27.27 | B |
| 6    | Jan Vetešník Ondřej Vetešník Jiří Kopáč Miroslav Vraštil               | Tsjechië         | 6:33.43 | B |

### Finales
In twee finales werd de totale eindranglijst opgesteld.

#### Finale B
| rang | naam                                                        | land             | tijd    |  |
| ---- | ----------------------------------------------------------- | ---------------- | ------- |  |
| 7    | Chris Bartley Mark Aldred Jono Clegg Peter Chambers         | Groot-Brittannië | 6:31.54 |  |
| 8    | Jin Wei Zhao Jingbin Yu Chenggang Wang Tiexin               | China            | 6:32.78 |  |
| 9    | Jonathan Koch Lars Wichert Tobias Franzmann Lucas Schäfer   | Duitsland        | 6:35.83 |  |
| 10   | Robin Prendes Anthony Fahden Edward King Tyler Nase         | Verenigde Staten | 6:36.93 |  |
| 11   | Joris Pijs Tim Heijbrock Jort van Gennep Bjorn van den Ende | Nederland        | 6:37.28 |  |
| 12   | Jan Vetešník Ondřej Vetešník Jiří Kopáč Miroslav Vraštil    | Tsjechië         | 6:43.52 |  |

#### Finale A
| rang   | naam                                                                   | land          | tijd    |  |
| ------ | ---------------------------------------------------------------------- | ------------- | ------- |  |
| Goud   | Lucas Tramèr Simon Schürch Simon Niepmann Mario Gyr                    | Zwitserland   | 6:20.51 |  |
| Zilver | Jacob Barsøe Jacob Larsen Kasper Jørgensen Morten Jørgensen            | Denemarken    | 6:21.97 |  |
| Brons  | Franck Solforosi Thomas Baroukh Guillaume Raineau Thibault Colard      | Frankrijk     | 6:22.85 |  |
| 4      | Stefano Oppo Martino Goretti Livio La Padula Pietro Ruta               | Italië        | 6:25.52 |  |
| 5      | James Lassche Peter Taylor Alistair Bond James Hunter                  | Nieuw-Zeeland | 6:28.14 |  |
| 6      | Spyridon Giannaros Panagiotis Magdanis Stefanos Douskos Ioannis Petrou | Griekenland   | 6:36.47 |  |